# Amstel Gold Race 2012
Das Amstel Gold Race 2012 war die 47. Austragung dieses Radsportklassikers und fand am 15. April 2012 statt. Es war das erste Rennen der „Ardennen-Woche“ und wurde an einem Sonntag, drei Tage vor der Flèche Wallonne bzw. genau eine Woche vor Lüttich–Bastogne–Lüttich, ausgetragen. Das Eintagesrennen war Teil der UCI WorldTour 2012 und innerhalb dieser das elfte von 28 Rennen. Die Gesamtdistanz des Rennens betrug 256,5 Kilometer. 
Es siegte der Italiener Enrico Gasparotto aus der kasachischen Mannschaft Astana vor dem Belgier Jelle Vanendert aus der belgischen Mannschaft Lotto-Belisol und dem Slowake Peter Sagan aus der italienischen Mannschaft Liquigas-Cannondale.
Für Enrico Gasparotto war es der erste Sieg beim Amstel Gold Race.

## Teilnehmende Mannschaften
Startberechtigt waren die 18 UCI ProTeams der Saison 2012. Zusätzlich vergab der Veranstalter Wildcards an sechs UCI Professional Continental Teams. 20 der 24 teilnehmenden Mannschaften traten mit jeweils acht Fahrern an, die Mannschaften Ag2r La Mondiale, FDJ-BigMat, Farnese Vini-Neri Sottoli und Landbouwkrediet-Euphony traten jeweils mit sieben Fahrern an. Dadurch ergab sich ein Starterfeld von insgesamt 188 Fahrern. Unter den Fahrern befanden sich sechs Deutsche und vier Schweizer.
| ProTeams (18)- AG2R La Mondiale - Astana - BMC Racing Team - Euskaltel-Euskadi - FDJ-BigMat - Garmin-Barracuda - Katusha Team - Lampre-ISD - Liquigas-Cannondale - Lotto-Belisol - Movistar Team - Omega Pharma-Quick Step - GreenEDGE - Rabobank - RadioShack-Nissan - Saxo Bank - Sky - Vacansoleil - DCM Professional Continental Teams (6)- Argos-Shimano - Topsport Vlaanderen-Mercator - Landbouwkrediet-Euphony - Accent Jobs-Willems Veranda's - Team Europcar - Farnese Vini-Selle Italia |
| |

## Ergebnis
| \| Gesamtwertung \| Gesamtwertung \| Gesamtwertung \| Gesamtwertung \| Gesamtwertung \| \| Fahrer \| Fahrer \| Land \| Team \| Zeit \| \| ------------- \| ------------------ \| ------------- \| ------------------- \| --------------- \| \| 1. \| Enrico Gasparotto \| Italien \| Astana \| 6 h 32 min 35 s \| \| 2. \| Jelle Vanendert \| Belgien \| Lotto-Belisol \| + 0 s \| \| 3. \| Peter Sagan \| Slowakei \| Liquigas-Cannondale \| + 2 s \| \| 4. \| Óscar Freire Gómez \| Spanien \| Katusha \| + 2 s \| \| 5. \| Thomas Voeckler \| Frankreich \| Team Europcar \| + 2 s \| \| 6. \| Philippe Gilbert \| Belgien \| BMC Racing Team \| + 2 s \| \| 7. \| Samuel Sánchez \| Spanien \| Euskaltel-Euskadi \| + 2 s \| \| 8. \| Fabian Wegmann \| Deutschland \| Garmin-Barracuda \| + 4 s \| \| 9. \| Rinaldo Nocentini \| Italien \| AG2R La Mondiale \| + 4 s \| \| 10. \| Bauke Mollema \| Niederlande \| Rabobank \| + 4 s \| |                    |             |                     |                 |
| |                    |             |                     |                 |
| Quelle: ProCyclingStats |                    |             |                     |                 |
| Gesamtwertung |                    |             |                     |                 |
| Fahrer | Fahrer             | Land        | Team                | Zeit            |
| 1. | Enrico Gasparotto  | Italien     | Astana              | 6 h 32 min 35 s |
| 2. | Jelle Vanendert    | Belgien     | Lotto-Belisol       | + 0 s           |
| 3. | Peter Sagan        | Slowakei    | Liquigas-Cannondale | + 2 s           |
| 4. | Óscar Freire Gómez | Spanien     | Katusha             | + 2 s           |
| 5. | Thomas Voeckler    | Frankreich  | Team Europcar       | + 2 s           |
| 6. | Philippe Gilbert   | Belgien     | BMC Racing Team     | + 2 s           |
| 7. | Samuel Sánchez     | Spanien     | Euskaltel-Euskadi   | + 2 s           |
| 8. | Fabian Wegmann     | Deutschland | Garmin-Barracuda    | + 4 s           |
| 9. | Rinaldo Nocentini  | Italien     | AG2R La Mondiale    | + 4 s           |
| 10. | Bauke Mollema      | Niederlande | Rabobank            | + 4 s           |